# Án sát sứ
Án sát sứ (chữ Hán: 按察使, tiếng Anh: Surveillance Commissioner), gọi tắt Án sát, là vị trưởng quan ty Án sát, trật Chánh tứ phẩm văn giai. Là một ty thuộc bộ Hình và lãnh trọng trách tại cấp thừa tuyên và tỉnh, ty Án sát phụ trách các vấn đề an ninh, kiện tụng, tư pháp, kỷ cương, và trạm dịch.[2]
Thời Nguyễn, sau cuộc cải cách hành chính năm Minh Mạng 12 Tân Mão 1831, Án sát sứ là một trong bốn quan cấp tỉnh (Bố chính, Án sát, Đốc học, Lãnh binh) hợp thành một bộ tham mưu thân cận nhất của Tổng đốc để chỉ đạo hoạt động ở tỉnh và ở các cấp phủ, huyện, tổng, xã.

## Lịch sử
Năm 711 triều Đường Trung quốc đặt chức Án sát sứ.  Các Án sát sứ được cử từ Kinh thành về các đạo để điều phối công việc giữa Kinh thành và địa phương nếu cần, cùng với trách nhiệm xem xét các việc làm, hành vi của các quan lại tại địa phương.
Tại Việt nam, năm Hồng Đức 2 Tân Mão 1471, toàn quốc được chia làm 12 thừa tuyên và chức Án sát sứ được đặt tại mỗi thừa tuyên.  Sau lần đặt này, chức Án sát sứ không còn được biết đến hoặc nhắc đến trong sử Việt.
Chức An sát sứ sau này thời Nguyễn Minh Mạng nguyên là chức Ký lục được đặt từ thời chúa Sãi năm 1614, đổi thành chức Tham hiệp trấn thời Minh Mạng 8 Đinh Hợi 1827 và chức Án sát sứ thời Minh Mạng 12 Tân Mão 1831.
Thời Tự Đức, Án sát sứ được coi như chức tỉnh phó ở một tỉnh nhỏ với Tuần phủ kiêm nhiệm công việc của Bố chính sứ.

## Các vị quan Án sát Việt nam nổi tiếng
Triều Nguyễn đã để lại trong lịch sử Việt Nam những vị quan Án sát nổi tiếng như Doãn Uẩn (Án sát Vĩnh Long), Vũ Phạm Hàm (Án sát Hải Dương), Ngụy Khắn Đản (Án sứ Quảng Nam) và Hồ Bá Ôn (Án sát Nam Định).
Trong trận thất thủ thành Hà Nội năm 1882, Án sát Tôn Thất Bá được biết đến là một trong các vị quan ăn thề với quan Tổng đốc Hoàng Diệu giữ thành Hà Nội, nhưng đã bỏ thành, trốn chạy về làng Nhân Mục tỉnh Hà Đông, và sau trận đánh này, được người Pháp mời ra để giao lại tỉnh thành.
Theo Việt Nam Sử Lược, trong cuộc binh biến thành Phiên An năm 1833, Án sát Nguyễn Chương Đạt đã bỏ thành trốn chạy sau khi loạn quân chiếm thành Bát Quái và tế sống Bố chính Bạch Xuân Nguyên cùng Tổng đốc Nguyễn Văn Quế trước từ đường của Tả quân Lê Văn Duyệt.

## Lưu ý
- Trong tiểu thuyết Quý Phái của nhà văn Vũ Trọng Phụng, tên của vị quan Án sát là Đường, được gọi là quan Án Đường.